# Лешинар смежураног лица
Лешинар смежураног лица (лат. Torgos tracheliotos) је врста лешинара Старог света из породице јастребова (Accipitridae). Једини је припадник рода Torgos. Није блиско сродан са површно сличним лешинарима Новог света и не дели добар њух неких врста те породице.
Раније је сматран монотипском врстом, али данас су признате две подврсте лешинара смежураног лица. Номинална подврста Torgos tracheliotos tracheliotos живи широм Африке, док подврста T. t. negevensis, која се по изгледу знатно разликује од афричких лешинара, насељава пустињу Негев, Синај и Арапско полуострво.

## Распрострањеност
Ова врста насељава већи део Африке, иако је нема у већини централних и западних делова континента, а бројност јој опада у неким деловима њеног ареала. Гнезди се у Сенегалу, Малију, Мауританији, Буркини Фасо, Нигеру, Чаду, Судану, Египту, Етиопији, Сомалији, Кенији, Танзанији, Уганди, Руанди, Демократској Републици Конго, Замбији, Малавију, Мозамбику, Свазиленду, Јужној Африци, Зимбабвеу, Боцвани и Намибији. На Арапском полуострву се гнезди у Јемену, Оману, Уједињеним Арапским Емиратима и Саудијској Арабији. Такође је присутна у Гамбији, Гвинеји, Обали Слоноваче, Бенину, Централноафричкој Републици и Анголи.

## Опис
Лешинар смежураног лица је велика птица, по величини и распону крила је међу највећим лешинарима, иза блиско сродног црног лешинара. Неке врсте рода Gyps, у просеку су теже, нпр. капски и белоглави суп. Дужина тела је око 95–115 cm, распон крила 2,5–2,9 m, а дужина репа 33-36 cm. Кљун је дуг до 10 cm и сврстава се међу највеће од свих врста породице . Тежина дивљих јединки подврсте T. t. tracheliotus се креће од 4,4–9,4 kg, у источној Африци у просеку само 6,2 kg. С друге стране, заточени мужјаци веће подврсте T. t. negevensis теже 6,5-9,2 kg, а женке 10,5-13,6 kg.
Перје лешинара смежураног лица са горње стране тела је црно и тамно смеђе, док је бутно перје бело. На леђима афричке подврсте перје је црно и оивичено смеђом бојом, док је перје арапске подврсте са горње стране тела више тамно смеђе него црно. Боја перја доње стране тела може бити од чисто беле до тамно смеђе. Као и многи лешинари, има ћелаву главу. Боја главе птица у јужној Африци је црвенкаста, на северу Африке ружичаста, а на Арабијском полуострву ружичаста на потиљку и сива на предњој страни главе. Комбинација шарене главе и меснатих набора са стране је препознатљива. Ћелава глава лешинара смежураног лица је корисна, јер би перната глава била попрскана крвљу и другим течностима, па би је било тешко одржавати чистом. У поређењу са донекле сличним црним лешинаром, знатно је већи, с масивнијим кљуном и могуће их је помешати само са велике удаљености. Лешинари рода Gyps су углавном много блеђи. Црни лешинар (ареали две врсте се делом преклапају на арапском подручју) има сличан облик тела, али му је перје потпуно црно.

## Понашање

### Исхрана
Лешинар смежураног лица је птица која се углавном храни лешевима животиња, које проналази видом или посматрајући друге лешинаре. Чешће од многих других афричких лешинара, сам проналази стрвину и почиње да се храни тако што јој раздире кожу. Он је најмоћнији и најагресивнији афрички лешинар, па му када се појави други лешинари обично препуштају лешину. То је често од користи ситнијим лешинарима, јер лешинар смежураног лица може пробити жилаву кожу и чворнате мишиће великих сисара, које остали не могу да пробију, мада су хијене у том погледу још ефикасније. Међутим, лешинари смежураног лица често остају у близини док се остали лешинари хране, чекајући да остали лешинари заврше, да би се хранили остацима коже, тетива и других грубих ткива која остали не једу. Велике животиње, до величине слона, су омиљена стрвина, јер пружају највише хране.
Забележено је да се више од било ког лешинара редовно храни свеже убијеним мањим сисарима, птицама и гмизавцима. Неки од њих су вероватно прегажени на путевима или су отети од орлова или других грабљиваца, али такође се верује да повремено нападају живе животиње, посебно младе и слабе животиње и гнезда и младунце других птица. Наводно су му жртве биле колоније пламенаца (укључујући јаја, младунце и одрасле), младе импале и морке. Већина остатака пронађених у гнездима потиче од малих животиња које су можда уловљене живе.

### Гнежђење
Лешинари смежураног лица су самотњаци. Не гнезде се у кохезивним колонијама као што то раде многи мањи лешинари, па на једном дрвету или области обично има само једно до два гнезда, иако је било забележених случајевима са до 10 гнезда на једном подручју. Територија једног пара обично је површине од најмање 8-15 km. Јата од 25 − 50 јединки могу се окупити на великим стрвинама или појилиштима, мада се обично појављује само једна до чак седам јединки по лешини.
Ова врста се гнезди од новембра до јула на северу свог подручја, током целе године у источној Африци и од маја до јануара у јужној Африци. Гнездо је огромна гомила уредно испреплетаних грана, пречника 120-220 cm и дубине 30-70 cm. Гнездо је често обложено зеленим лишћем, као и животињском длаком и кожом. Гнезда су свијена на 5-15 m изнад земље, готово увек на главној грани или врху дрвета из рода Acacia, ређе из родова Balanites и Terminalia. Легло садржи једно или два јаја која оба родитеља инкубирају током 54 до 56 дана. Младунци са 124 до 135 дана, напуштају гнездо, мада могу бити зависни од родитеља до навршене 1 године или више, понекад присиљавајући родитеље да се гнезде само сваке друге године. Постоји забележен случај да је пар лешинара са смежураним лицем успешно одгајио белоглавог лешинара. Лешинари смежураног лица обично се не размножавају пре навршене шесте године живота.